# Notylia venezuelana
Notylia venezuelana är en orkidéart som beskrevs av Rudolf Schlechter. Notylia venezuelana ingår i släktet Notylia och familjen orkidéer. Inga underarter finns listade i Catalogue of Life.